# ジョゼフ・ロック
ジョゼフ・ロック（Joseph Roques、1757年8月4日 - 1847年12月27日）はフランスの画家である。

## 略歴
トゥールーズで生まれた。トゥールーズの画家デパックス(Jean-Baptiste Despax)に学んだ。アントワーヌ・リヴァルツ(Antoine Rivalz: 1667-1735)が創立したトゥールーズの王立絵画彫刻建築アカデミーでも学んだ。アントワーヌ・リヴァルツやこの学校で学んだピエール・シュプレイラス(1699-1749)の作品を模写して修行し、肖像画も学んだ。この美術学校で賞を得た後、1779年からローマに滞在し、ローマでは、在ローマ・フランス・アカデミー校長のジョゼフ＝マリー・ヴィアンと知り合い、ローマ賞を受賞してローマに留学していたジャック＝ルイ・ダヴィッドとも知り合った。この頃の作品にはバロックの画家、ニコラ・プッサンの影響が見られた。

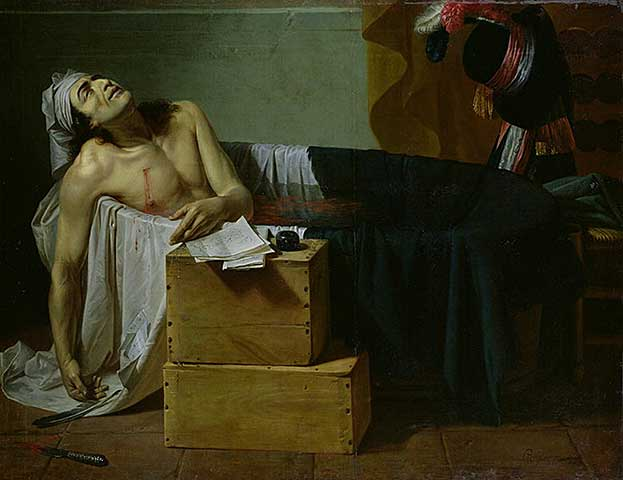
ジョゼフ・ロック作「マラーの死」(1793)

1782年にトゥールーズに戻り自らのスタジオを開いた。1783年にジャック・ガムランの後任としてモンペリエの美術学校の校長になった。トゥールーズの王立絵画彫刻建築アカデミーの校長だったピエール・リヴァルツ(Pierre Rivalz: 1720-1785)が亡くなると、1786年にその職を継いだ。
フランス革命が始まると革命を題材にした絵画も描いた。ジャック＝ルイ・ダヴィッドの新古典主義の追随者になっていて、トゥールーズのアカデミーで学んだ後、修行を続ける学生たちをパリのダヴィッドのスタジオに送っていた。有名な画家、ドミニク・アングルは11歳から6年間、ジョゼフ・ロックのもとで学んだ後、1797年からダヴィッドのもとで学ぶことになった。
トゥールーズで90歳で亡くなった。息子のギョーム・ロック（Guillaume Roques: 1778-1848)も画家になったが、その作品はほとんど知られていない。甥のシャルル・ブロカ(Charles Brocas: 1774-1835)もがかになった。 

## 作品

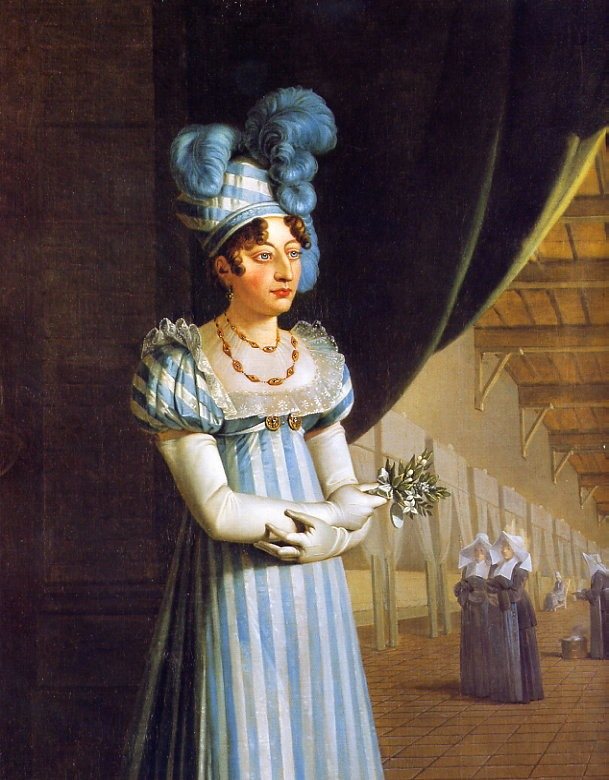
トゥールーズの病院のアングレーム公爵夫人
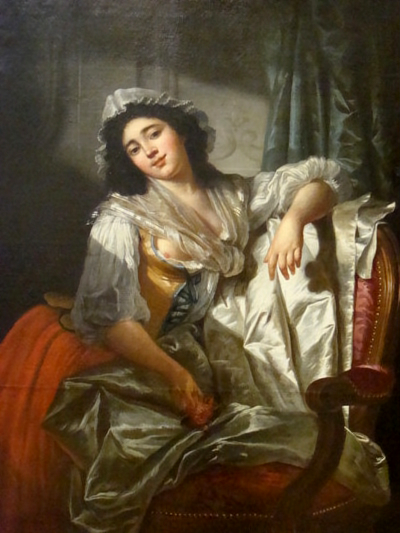
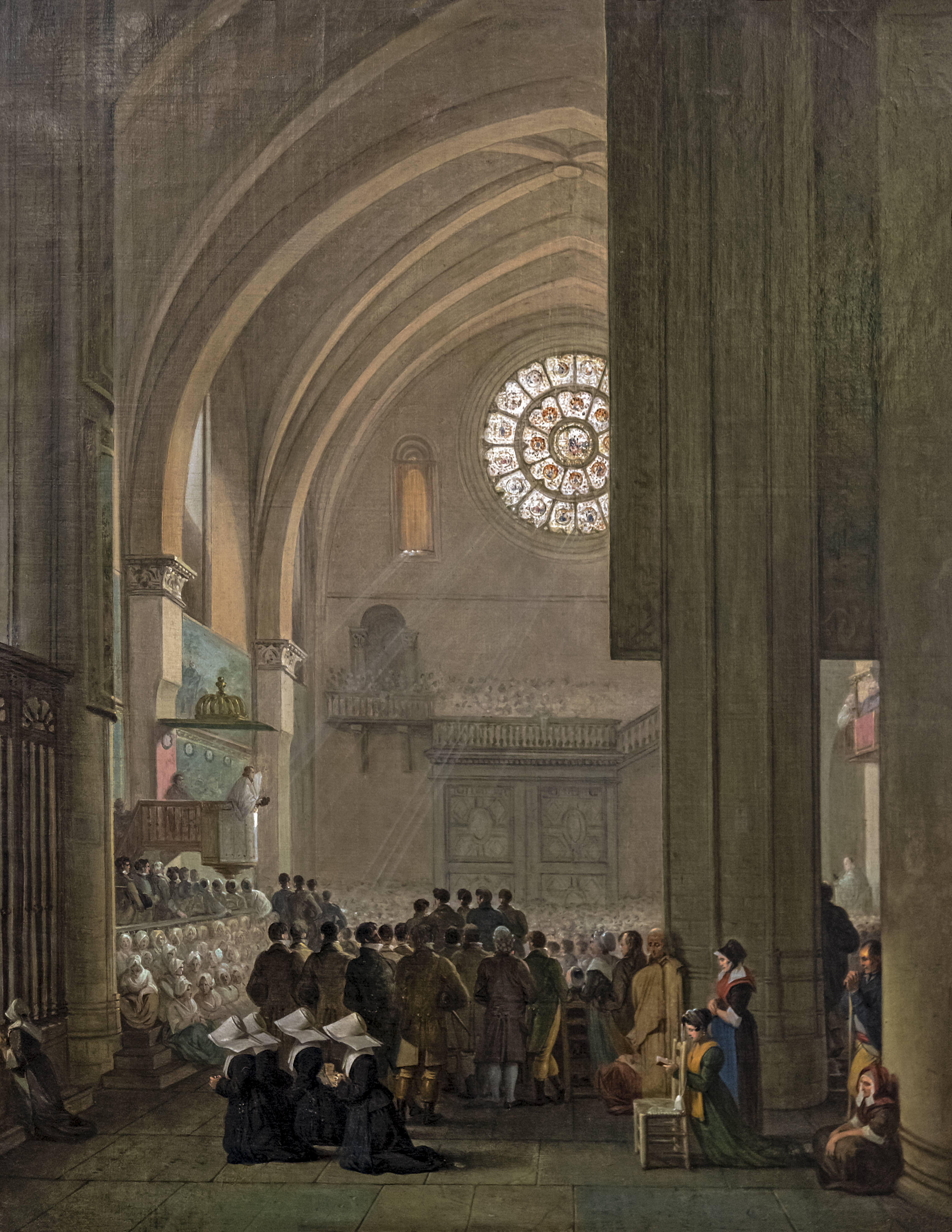
La mission de 1819 dans la cathédrale Saint-Etienne